# Mädchenchor Hannover
Der Mädchenchor Hannover ist ein vokales Ensemble, in welchem Mädchen und junge Frauen im Alter etwa zwischen 7 und 20 Jahren musikalische Werke von der Renaissance bis in die Gegenwart aufführen. Der Chor, der mit einer Reihe von Preisen auch bei internationalen Wettbewerben ausgezeichnet wurde, gehört zu den weltbesten Jugendchören.

## Struktur
Der Konzertchor ist Teil einer mehrstufigen stimm- und musikerzieherischen Ausbildung an einer Chor- und Singschule, in der Mädchen altersspezifisch und nicht nur als Training für spätere Auftritte an Vokalmusik und an den Umgang mit der eigenen Stimme herangeführt werden.

### Vokale Grundstufe
Die erste Phase dieser Ausbildung bildet unter der Leitung von Gabriele Schönewälder eine Vokale Grundstufe für Mädchen von sieben bis neun Jahren. Ihre didaktische Konzeption orientiert sich am musikalischen Erleben und Verhalten von Kindern dieses Alters. Dementsprechend steht der spielerische Umgang mit der Stimme anhand von Volks- und Spielliedern im Vordergrund, eingebunden in Bewegungselemente und ergänzt durch elementare Hörerziehung.

### Vorklasse
Es folgt als zweite Phase eine Vorklasse für Mädchen ab neun Jahren, denen in chorischer Stimmbildung Grundtechniken des Singens vermittelt werden. Unter der Leitung von Swantje Bein führt diese zweite Stufe mit zwei- und dreistimmigen Liedsätzen und Kanons an die spätere Chorarbeit heran, Hörerziehung und Musiklehre sollen richtige Intonation und einfaches Vom-Blatt-Singen schulen, auch hier kombiniert mit Bewegung und Körpersprache.

### Nachwuchschor
Im Nachwuchschor, der dritten Phase, wird mit Mädchen etwa zwischen zehn und dreizehn Jahren Chorliteratur leichten bis mittleren Schwierigkeitsgrades, unterstützt durch kontinuierliche Stimmbildung, erarbeitet. Neben der regelmäßigen Mitwirkung in Konzerten des Mädchenchors bestreitet der Nachwuchschor unter der Leitung von Julia Wolf auch eigene Auftritte in Gottesdiensten, in Seniorenheimen, bei Kinderchortreffen, bei den Niedersächsischen Musiktagen usw. und übernimmt Aufgaben in Aufführungen größerer Werke, in denen ein Kinderchorpart vorgesehen ist.

### Konzertchor
Ab einem bestimmten stimmlichen Ausbildungsgrad, der ungefähr mit 12–13 Jahren erreicht ist, ist der Übergang in den Konzertchor möglich. Sein Repertoire reicht von der Renaissance bis zu Werken des 21. Jahrhunderts, wobei die Erarbeitung zeitgenössischer Chorwerke ein besonderes Anliegen ist. Der Chor war schon erster und zweiter Preisträger bei nationalen und internationalen Wettbewerben und ist zu Konzerten in vielen europäischen Ländern sowie in den USA, Japan, China, Brasilien, Chile, Russland, Israel und der Türkei eingeladen worden.
Der Chor produzierte Rundfunkaufnahmen bei deutschen und europäischen Sendern und ist auf 20 CD-Einspielungen zu hören. Etliche ehemalige Mädchenchor-Sängerinnen arbeiten heute in den verschiedensten Musikerberufen und eine Reihe von ihnen sind professionelle Sängerinnen geworden.
2025 konzertierte der Chor auf dem Deutschen Evangelischen Kirchentag in Hannover.

## Chorleitung
Nach Gründung und kurzzeitiger Leitung durch Heinz Hennig wurde der Chor von 1952 bis 1977 von Ludwig Rutt geleitet, von 1978 bis 1999 gemeinsam von Rutt und der Dirigentin, Sängerin und Professorin für Elementare Musikerziehung Gudrun Schröfel. 1999 übernahm Gudrun Schröfel die alleinige Leitung des Mädchenchors. Nach einer Übergangsphase als künstlerische Doppelspitze, 2017 bis 2018, übergab Gudrun Schröfel im Januar 2019 die Chorleitung an Andreas Felber und ist seitdem Ehrenchorleiterin des Mädchenchors.

## Preise und Auszeichnungen
- 1964: Internationaler Chorwettbewerb Neerpelt / Belgien – 1. Preis
- 1981: Internationaler Chorwettbewerb „Guido d’ Arezzo“ / Italien – 1. Preis
- 1982: 1. Deutscher Chorwettbewerb Köln – 1. Preis
- 1983: Internationaler Wettbewerb Let the Peoples Sing – BBC / London – 1. Preis
- 1986: Stadtplakette für Verdienste um die Landeshauptstadt Hannover
- 1987: Internationaler Chorwettbewerb Varna / Bulgarien – 1. Preis
- 1987: Niedersachsenpreises für Kultur
- 1989: Internationaler Kammerchorwettbewerb Marktoberdorf – 3. Preis
- 1990: 3. Deutscher Chorwettbewerb Stuttgart – 1. Preis
- 1995: Int. Smetana Chorwettbewerb Litomyšl / TCH – 1. Preis und Gesamtsieger
- 1997: Johannes-Brahms-Wettbewerb Hamburg – 1. Preis
- 2003: Internationaler Kammerchorwettbewerb Marktoberdorf – 2. Preis
- 2005: Internationaler Wettbewerb Let the Peoples Sing  –  WDR / Köln – 2. Preis
- 2006: 7. Deutscher Chorwettbewerb Kiel – 1. Preis
- 2010: ECHO Klassik
- 2014: 9. Deutscher Chorwettbewerb Weimar – 1. Preis

## Diskografie
- Johann Adolph Hasse/Antonio Vivaldi: Miserere, Salve Regina und Gloria – Mädchenchor Hannover, 2023
- Reger/Humperdinck/Cornelius u.a.: Weihnachtliche Chormusik der Romantik – Mädchenchor Hannover, 2019
- Andreas N. Tarkmann: Inka-Kantate "Töchter der Sonne" Gustav Holst: Savitri – Kammeroper – Mädchenchor Hannover, 2018
- Fauré/Messager und Bach/Pergolesi: Messe des pêcheur de Villerville / Tilge, Höchster, meine Sünden – Mädchenchor Hannover, 2016
- Benjamin Britten: Children’s Crusade / A Ceremony of Carols – Mädchenchor Hannover, 2015
- Johann Michael Haydn, Hans Kössler: Messen für Frauenchor – Mädchenchor Hannover, 2013
- Andreas N. Tarkmann: Didos Geheimnis – Mädchenchor Hannover, 2013
- André Caplet: Le Miroir de Jésus – Mädchenchor Hannover, 2012
- Geliebte Seele – Romantische Lieder und Duette – Mädchenchor Hannover, 2010
- Carmina Burana – Mädchenchor Hannover, Knabenchor Hannover, NDR Radiophilharmonie, 2008
- Gaude, Plaude! – Psalmen und Motetten aus italienischen Konventen, Mädchenchor Hannover, Hannoversche Hofkapelle, 2008
- Gloria! – Weihnachtliche Klänge mit dem Mädchenchor Hannover, Mädchenchor Hannover, Stockholm Chamber Brass, 2007
- Von Mozart bis Messiaen – Mädchenchor Hannover, NDR Radiophilharmonie, 2006
- Brahms – Gesänge für Frauenchor, Hörner und Harfe, Mädchenchor Hannover, NDR Radiophilharmonie, 2003
- Wenn sich die Welt auftut – Europäische Chormusik des 19. und 20. Jahrhunderts, Mädchenchor Hannover, 2000
- Concert for a new Millenium – Mädchenchor Hannover auf der EXPO 2000, Mädchenchor Hannover, 2000
- Kaleidoskop 2 – Mädchenchor Hannover, 1999
- Brahms: Es tönt ein voller Harfenklang – Weltliche und geistliche Gesänge für Frauenchor, Mädchenchor Hannover, 1996
- Folk songs of the four seasons / Was die Alten sungen – Mädchenchor Hannover, 1996
- Johann Adolf Hasse: Miserere C-Moll / Johann Michael Haydn: Missa Sti. Aloysii – Mädchenchor Hannover, Kammerakademie Hannover, 1995
- Jakobs Stern ist aufgegangen – Weihnachtliche Chormusik, Mädchenchor Hannover, 1992
- Benjamin Britten: A Ceremony of Carols / Heinrich von Herzogenberg: 6 Mädchenlieder / Petr Eben: Griechisches Wörterbuch – Mädchenchor Hannover, 1990
- Chorwerke der Romantik – Mädchenchor Hannover, 1986
- Kaleidoskop – Mädchenchor Hannover, 1982–1993

## Filme
- Die Stimme der Mädchen, NDR Fernsehen 2017  Autor: Tobias Hartmann. Erstausstrahlung: 3. Dezember 2017

## Belege
1. ↑  Chorleitung – Mädchenchor Hannover. In: maedchenchor-hannover.de. Abgerufen am 1. Oktober 2019.